# Monștrii (film din 1932)

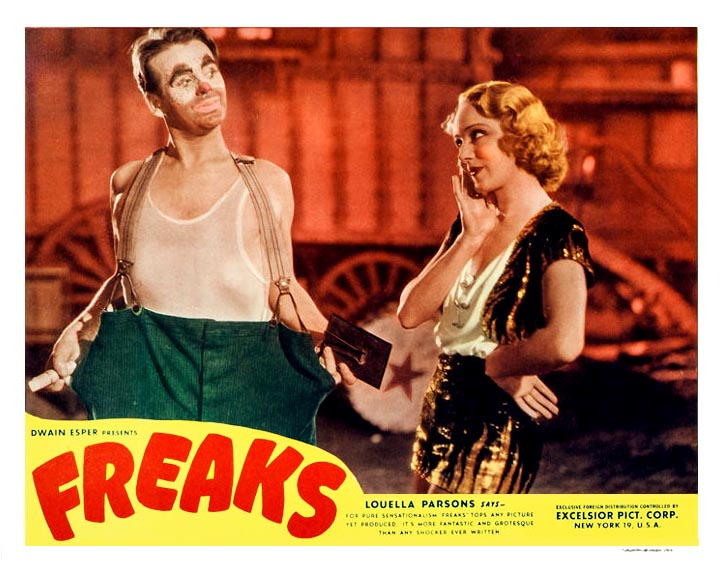
Wallace Ford și Leila Hyams în Freaks.

Freaks este un film de groază american din 1932 produs și regizat de Tod Browning înainte de impunerea Codului Hays. Versiunea originală a filmului, care a avut 90 de minute, a fost considerată prea șocantă pentru a fi lansată, astfel că au fost eliminate câteva scene, rezultând o durată redusă de 64 de minute. Versiunea originală nu mai există. 
Filmul se bazează pe elemente din povestirea „Spurs” de Tod Robbins. Personajele titulare au fost jucate de oameni de la circ care aveau diformități reale. Rolurile principale sunt interpretate de Wallace Ford, Leila Hyams, Olga Baclanova și Roscoe Ates. Rolurile celor diformi au fost interpretate de frații pitici Harry și Daisy Earles, Johnny Eck, surorile gemene siameze  Daisy și Violet Hilton și Schlitzie. 
Freaks a fost descris ca fiind singurul film în subgenul pe care îl reprezintă.

## Rezumat
Cleopatra, o acrobată la trapez foarte frumoasă, îl seduce pe Hans, un pitic de la bâlci, după ce află că acesta a moștenit o avere importantă, ceea ce o întristează pe Frieda, logodnica lui, și ea tot pitică. Cleopatra și Hercule, bărbatul cu mușchi de la circ, pun la cale un plan de a-l ucide pe Hans ca să-i moștenească ea averea. Între timp, se înfiripă alte povești de dragoste între artiștii circului: Doamna cu barbă îndrăgostită de Omul schelet naște o fetiță. Vestea e răspândită de către Femeia barză. În plus, Violet, una din cele două gemene siameze, a cărei soră e căsătorită cu Roscoe, clovnul circului, se logodește cu proprietarul circului.
Hans și Cleopatra se căsătoresc. La nuntă, ea pune otravă în vinul lui Hans, dar se îmbată și îl sărută pe Hercule în fața lui Hans, dezvăluind astfel aventura ei. Ceilalți „ciudați” trec cu vederea și declară că o acceptă pe Cleopatra în ciuda faptului că ea este o străină „normală” și țin o ceremonie de inițiere în care trec o cupă a dragostei în jurul mesei în timp ce scandează că o acceptă ca una dintre ei. Deși Cleopatra pare amuzată la început, tonul ei disprețuitor se transformă treptat în furie și teamă, când Hercule insinuează că vor să o facă una de-a lor și să arate la fel ca ei. Atunci ea își bate joc de ei, le aruncă vinul în față, îl ceartă pe Hans și îl ridică pe umerii ei ca pe un copil. Când Hans realizează că a fost umilit, refuză să accepte scuzele soției sale, însă otrava deja începe să-și facă efectul. Țintuit la pat, el îi cere iertare Cleopatrei, ba chiar ia și medicamentele otrăvite pe care ea i le dă, însă el conspiră în taină cu ceilalți colegi de la circ să se răzbune pe Cleopatra și Hercule.
În punctul culminant al filmului, Hans împreună cu trei colegi o confruntă pe Cleopatra. Căruța de circ a lui Hans este răsturnată în timpul unei furtuni, iar Cleopatra fuge în pădure, urmărită îndeaproape de ei. Între timp, Hercule vrea să o omoare pe Venus, antrenarea de lei de mare, pentru că știe despre complot. Iubitul lui Venus, Phroso, clovnul, încearcă să-l oprească, dar abia scapă cu viață din mâinile lui Hercule, ajutat de ceilalți. Hercule este rănit în încăierare și fuge urmărit de toți.
Ciudații o prind pe Cleopatra, iar următoaorea dată când o vedem în film, ea apare pe post de Femeia rață, expusă la diverse bâlciuri: limba ei a fost tăiată, i s-a scos un ochi, mâinile ei au fost arse și mutilate pentru a arăta ca labele de rață, i-au tăiat picioarele, iar restul de trup i-a fost acoperit pentru totdeauna cu pene. În versiunea originală a filmului, se dezvăluie că după ce ciudații l-au prins pe Hercule, l-au transformat într-un cântăreț castrato.

Unele versiuni ale filmului se termină pe Cleopatra ca Femeia rață, iar altele îl înfățișează pe Hans, încă umilit, care acum locuiește într-un conac cumpărat din moștenirea sa, unde este vizitat de Phroso, Venus și Frieda. Frieda îi spune că ea știe că nu a vrut să o mutileze pe Cleopatra, ci doar să îi ceară sticla cu otravă, așa că nu trebuie să se simtă vinovat și că ea încă îl iubește. Cei doi se îmbrățișează strâns.

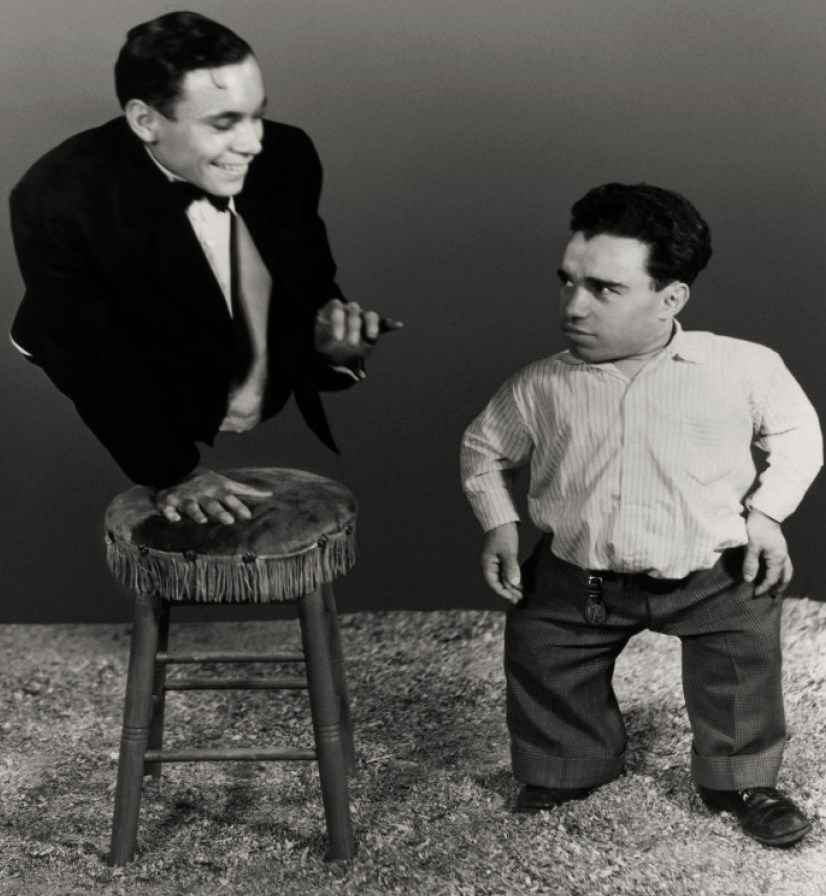
Johnny Eck ca Half-Boy și Angelo Rossitto ca Angeleno

## Distribuție
- Wallace Ford - Phroso
- Leila Hyams - Venus
- Olga Baclanova - Cleopatra
- Rosco Ates - Roscoe
- Henry Victor - Hercule
- Harry Earles - Hans
- Daisy Earles - Frieda
- Rose Dione - Madame Tetrallini

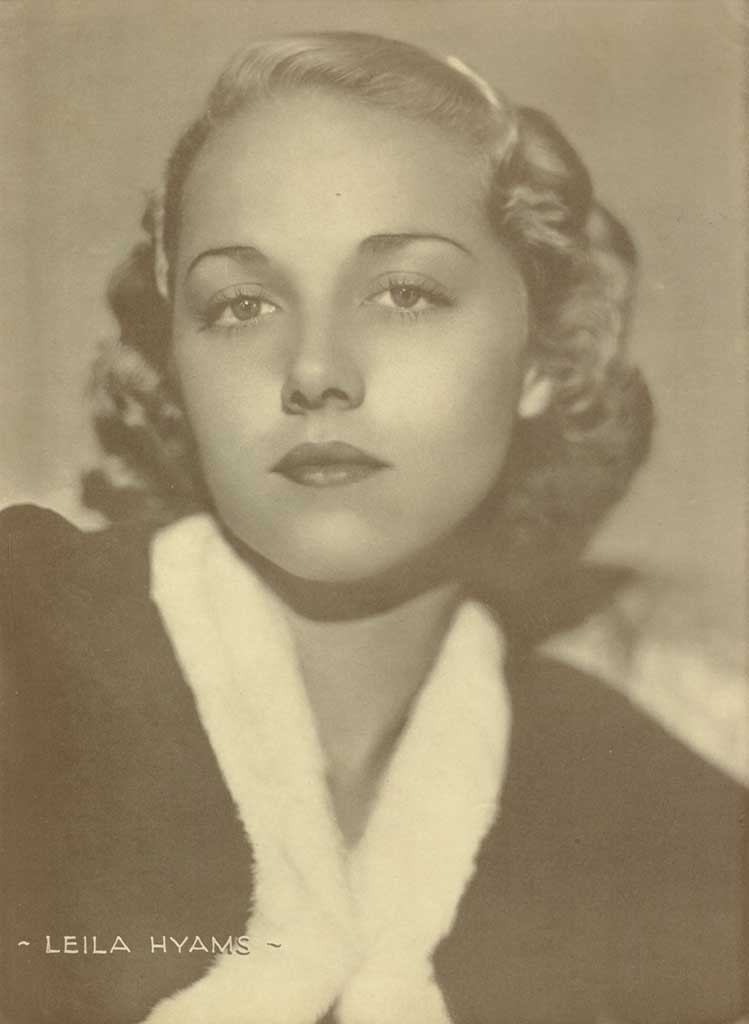
Leila Hyams joacă rolul lui Venus în Freaks

- Daisy and Violet Hilton - surorile siameze
- Schlitzie - el însuși
- Josephine Joseph - Half Woman-Half Man
- Johnny Eck - Băiatul pe jumătate
- Frances O'Connor - Armless girl
- Peter Robinson - Omul schelet
- Olga Roderick - Doamna cu batbă
- Koo Koo - ea însăși
- Prince Randian - Trunchiul uman
- Martha Morris - soția fără brațe a lui Angeleno
- Elvira Snow - Pip Cap Țuguiat
- Jenny Lee Snow - Zip Cap Țuguiat
- Elizabeth Green - Fata pasăre
- Angelo Rossitto - Angeleno
- Edward Brophy și Matt McHugh - Frații Rollo